# Харомсек
Харомсек (венг. Háromszék) — комитат королевства Венгрия.
С 1920 года по Трианонскому мирному договору входит в состав Румынии (юго-восточная Трансильвания).

Герб комитата (1910)

Площадь (1910) — 3889 кв. км; население (1910) — 148 тыс. Большинство населения в конце XIX в. составляли секеи, говорившие на языке, близком к венгерскому, по вероисповеданию — реформаты и унитарии.
Местность гористая, но есть плодородные долины, где превосходно растут пшеница, кукуруза и табак.